# 敕书楼
敕书楼，位于中国广东省茂名市信宜市朱砂镇双砥村腐竹梗，为信宜市的一个市级文物保护单位，类型为古建筑，公布时间为2000年6月18日。
敕书楼的历史年代为明代。